# 아이돌: 더 쿠데타
《IDOL [아이돌 : The Coup]》는 2021년 11월 8일부터 2021년 12월 14일까지 방영된 JTBC 월화 드라마다.

## 기획 의도
당당하게 내 꿈의 사표를 던지는 청춘들의 이야기. 실패한 꿈과 헤어지지 못하는 이들을 위한 아주 특별한 안내서.

## 등장인물

### 주요 인물
- 안희연 : 제나(김제나) 역
- 곽시양 : 차재혁 역
- 김민규 : 지한(서지한) 역

### 코튼캔디
- 추소정 : 엘(강유리) 역
- 안솔빈 : 현지(오현지) 역 (아역 : 임서원)
- 한소은 : 스텔라(장스텔라) 역
- 김지원 : 채아(박채아) 역

### 코튼캔디 주변인물
- 차선우 : 트로이 역
- 박시현 : 애린 역
- 강재준 : 진두호 역(†)

### 마스
- 조준영 : 레이(한선우) 역
- 백서우 : 태영(박태영) 역
- 홍은기 : 율(김율) 역
- 이은상 : 단(박은단) 역

### 스타피스 엔터
- 정웅인 : 마진우 역(†)
- 안세하 : 윤세열 역
- 이유진 : 삐용(봉충봉) 역
- 김경일 : 박대리 역

### 킬라
- 김지인 : 소연(최소연) 역

### 그 외 사람들
- 윤복인 : 차미연 박사 역
- 신재훈 : 모가진 역
- 미상 : 성 작가 역
- 박준수 : 석춘 역
- 미상 : 라디오 DJ 역

### 특별출연
- 장성규
- 빅나티
- 나르샤
- 김병춘
- 리아킴
- 오정연
- 손병호 : 김 감독 역

## 제작진
- 극본 : 정윤정
- 연출 : 노종찬, 사석춘

## 같이 보기
- 대한민국의 텔레비전 드라마 목록 (ㅇ)
- 2021년 대한민국의 텔레비전 드라마 목록